# Ulica Marszałkowska
Ulica Marszałkowska (Calle del Mariscal) es una de las calles más importantes del centro de Varsovia. Conecta Plac Bankowy en el norte con la Plac Unii Lubelskiej (Plaza de la Unión de Lublin) en el sur.

## Historia
Al contrario que una leyenda urbana que atribuye el nombre al mariscal y jefe de Estado Józef Piłsudski, el nombre de la calle en realidad se refiere al Gran Mariscal de la Corona Franciszek Bieliński, del siglo XVIII.
La Ulica Marszałkowska fue creada por Franciszek Bieliński y abrió en 1757. Entonces era mucho más corta, discurría solo de la Calle Królewska hasta la Calle Widok.
La calle fue destruida casi totalmente durante la Revuelta de Varsovia de 1944. La reconstrucción de Varsovia tras la Segunda Guerra Mundial coincidió con la aparición del realismo socialista, que influyó la arquitectura de la zona.

## Galería de imágenes

### Imágenes históricas

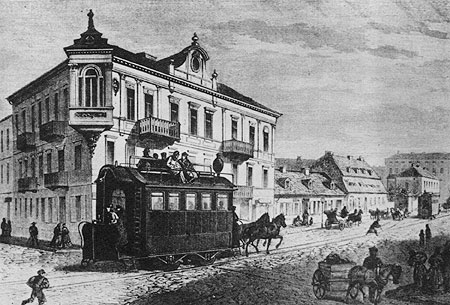
Ulica Marszałkowska en 1867
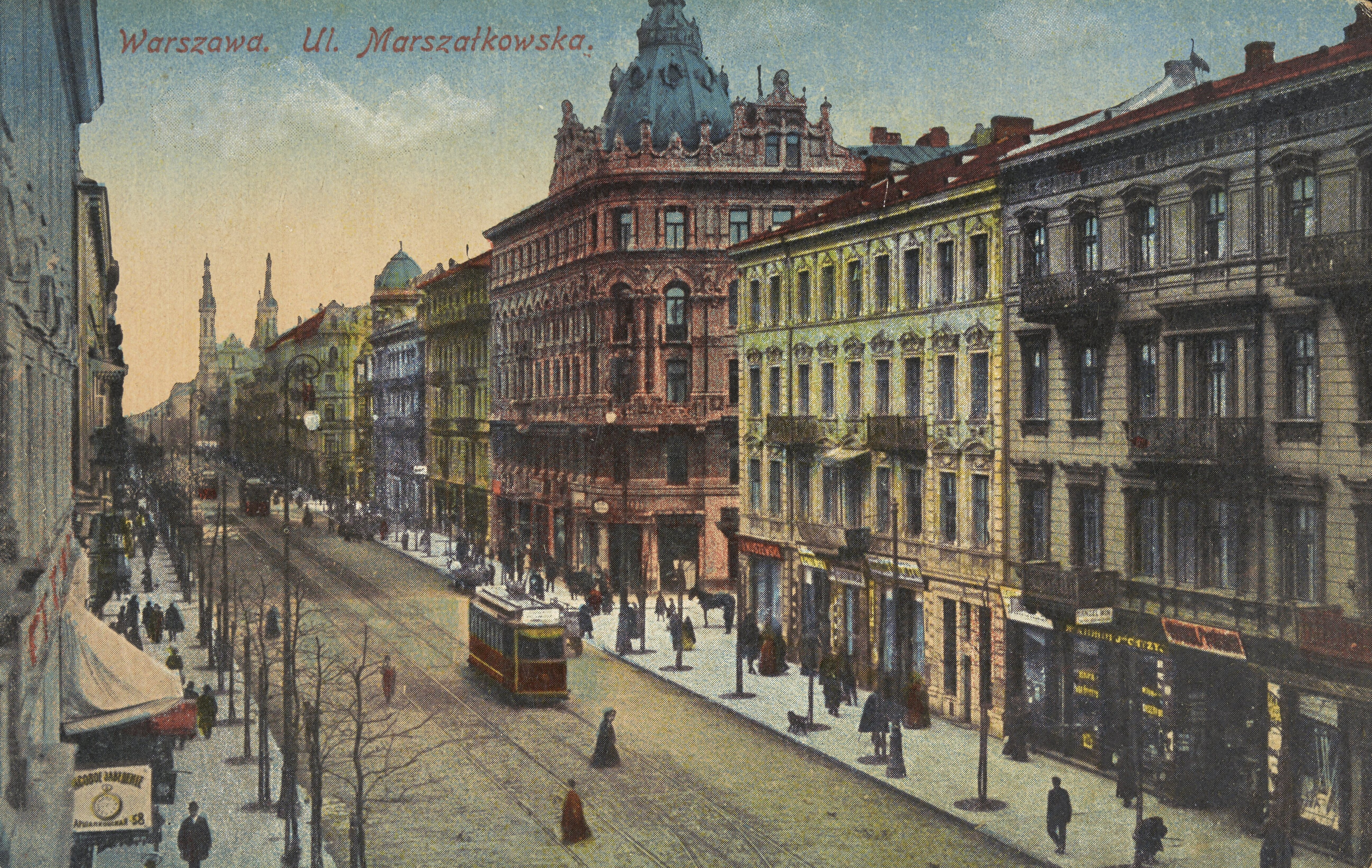
Vista general en 1912
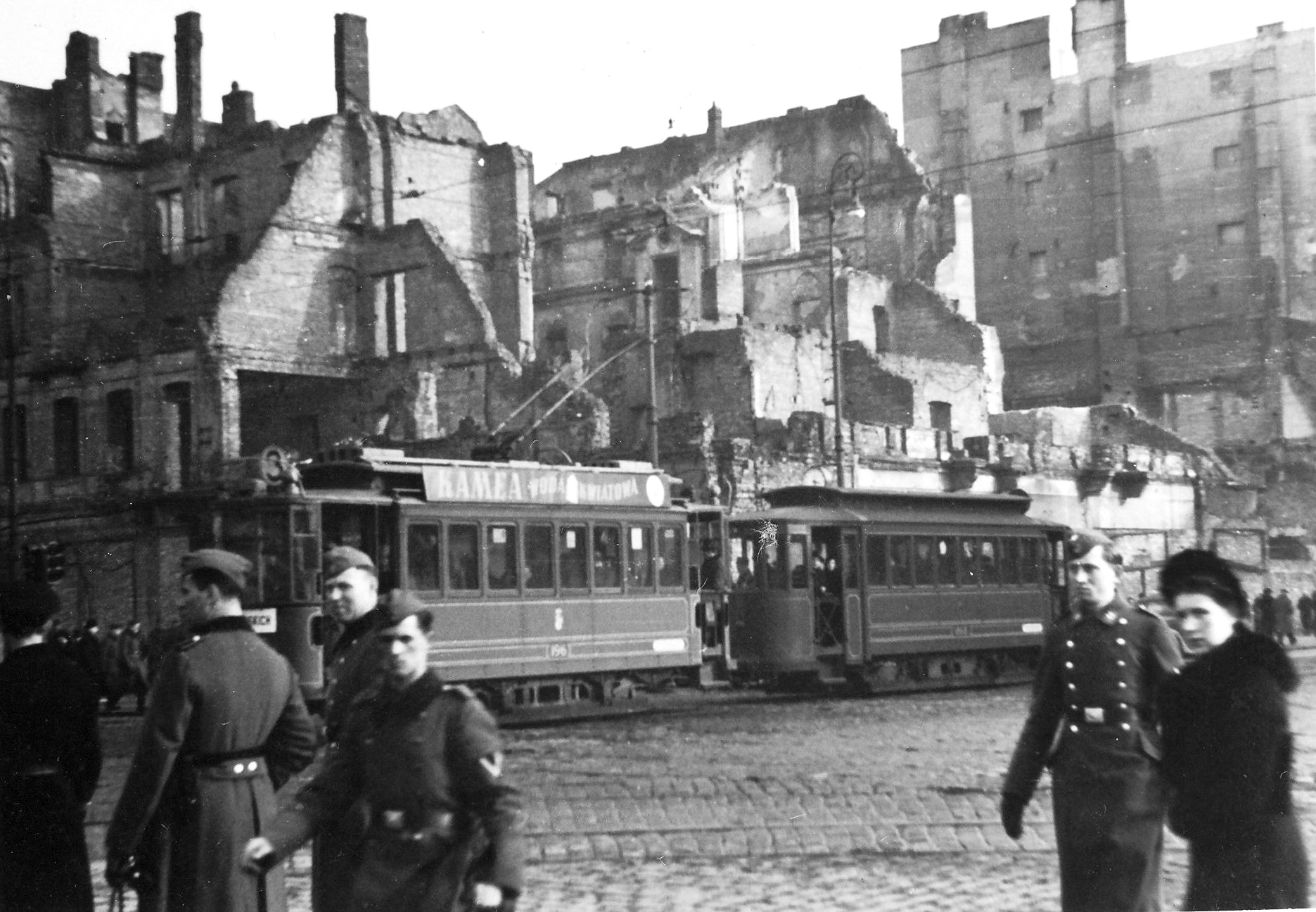
La intersección de Ulica Marszałkowska y Aleje Jerozolimskie durante la ocupación alemana. Se puede ver el tranvía #3 y tras él las ruinas de un edificio destruido en 1939.
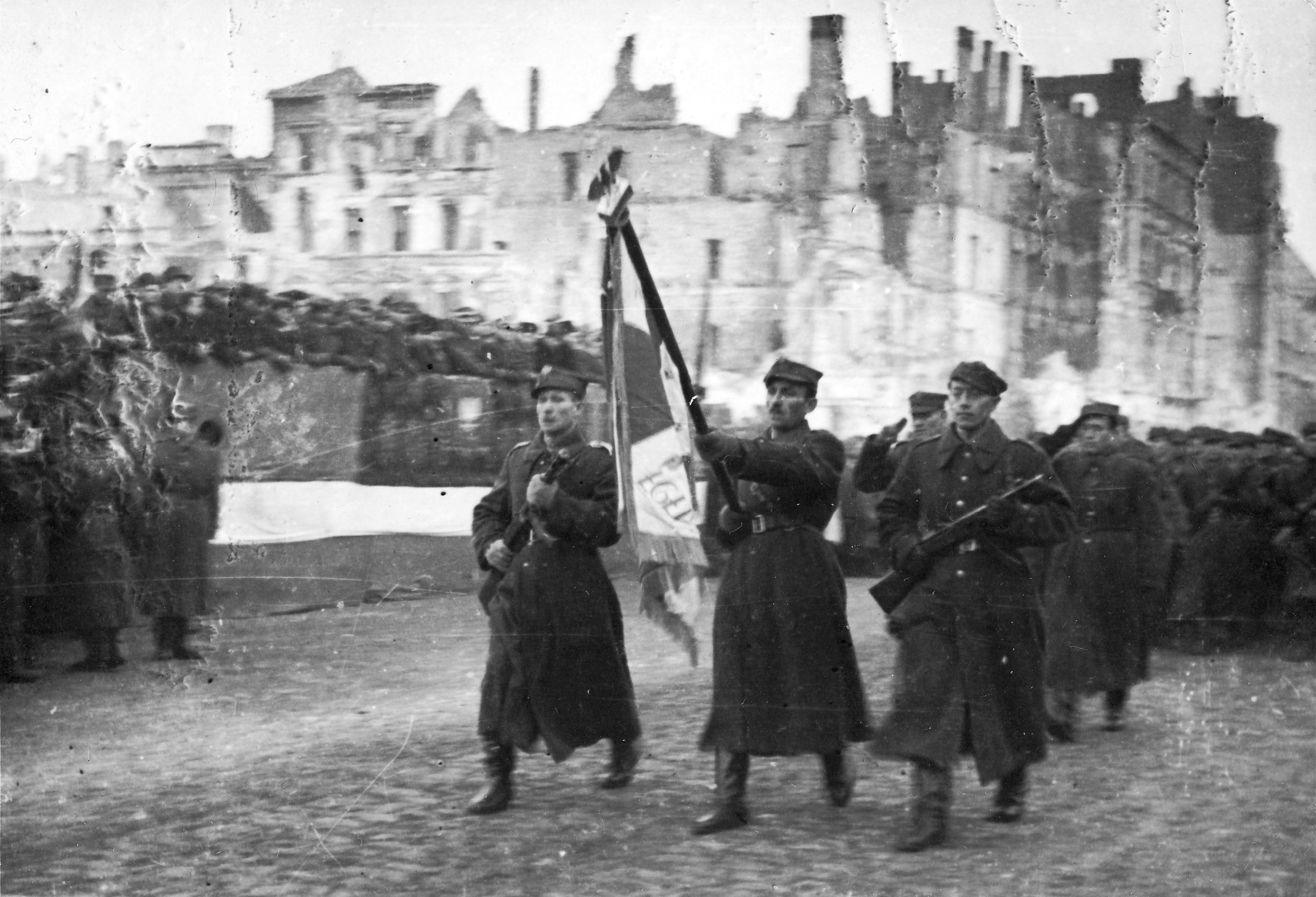
Poco después de la guerra, en 1945

### Edificios (antes de la guerra)

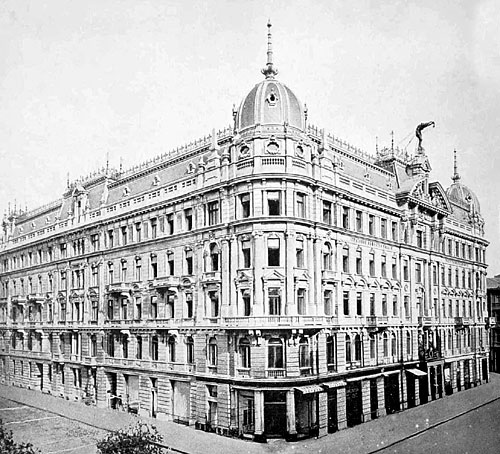
Empresa de seguros "Rosja" en 1901
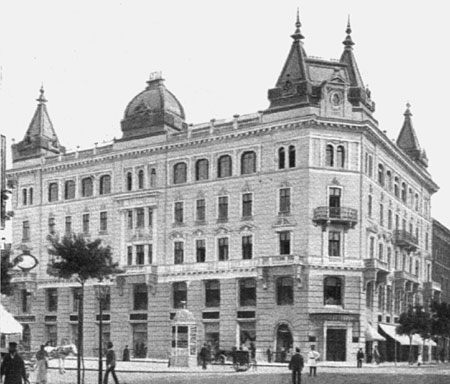
Herse Tenment en 1904
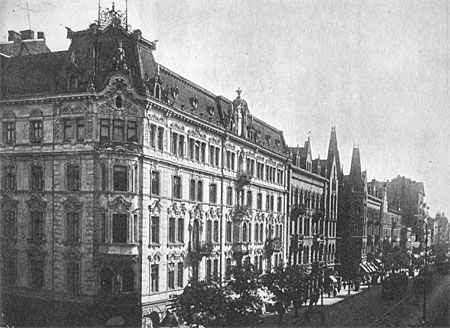
Rothberg Tenment en 1914
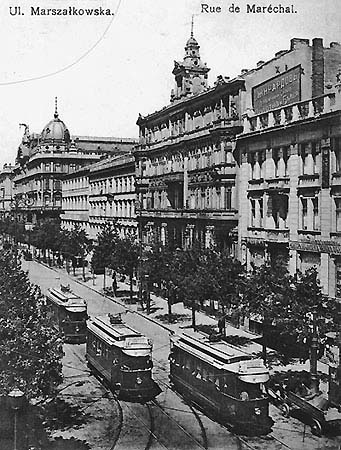
Ulica Marszałkowska en 1914